# Bezděkov (Vranov)
Bezděkov (německy Besdiekow) je malá vesnice, část obce Vranov v okrese Benešov. Nachází se asi 0,5 km na západ od Vranova. V roce 2009 zde bylo evidováno 43 adres. Trvale zde žije 81 obyvatel.
Bezděkov leží v katastrálním území Vranov u Čerčan o výměře 6,12 km².